# Salanx chinensis
Salanx chinensis — вид корюшкоподібних риб родини саланксових (Salangidae).

## Поширення
Вид поширений на заході Тихого океану біля узбережжя Китаю. Трапляється також у В'єтнамі.

## Опис
Максимально зареєстрована довжина тіла — 16,1 см.